# Giuseppe Malandrino
Giuseppe Malandrino (* 21. Juli 1931 in Pachino; † 3. August 2025 in Aci Sant’Antonio) war ein italienischer römisch-katholischer Geistlicher und Bischof von Noto.

Bischofswappen von Bischof Malandrino

## Biographie
Giuseppe Malandrino empfing am 19. März 1955 durch Bischof Angelo Calabretta das Sakrament der Priesterweihe für das Bistum Noto.
Am 30. November 1979 wurde er von Papst Johannes Paul II. zum Bischof von Acireale ernannt. Die Bischofsweihe spendete ihm der Erzbischof von Palermo, Salvatore Kardinal Pappalardo, am 26. Januar des folgenden Jahres in der Kirche Madre di San Giorgio in Modica. Mitkonsekratoren waren der Bischof von Noto, Salvatore Nicolosi, und der Erzbischof von Syrakus, Calogero Lauricella. Die Amtseinführung im Bistum Acireale fand am 24. Februar 1980 statt.
Am 19. Juni 1998 wurde Giuseppe Malandrino zum Bischof von Noto ernannt und am 29. August desselben Jahres in das Amt eingeführt. Papst Benedikt XVI. nahm am 16. Juli 2007 seinen altersbedingten Rücktritt an. Bis zur Amtseinführung seines Nachfolgers Mariano Crociata am 6. Oktober 2007 leitete Malandrino die Diözese weiter als Apostolischer Administrator.

## Einzelnachweis
1. ↑  E’ morto mons. Giuseppe Malandrino vescovo emerito di Noto. In: siracusapost.com. 3. August 2025, abgerufen am 3. August 2025 (italienisch).

| Vorgänger          | Amt                            | Nachfolger         |
| ------------------ | ------------------------------ | ------------------ |
| Pasquale Bacile    | Bischof von Acireale 1979–1998 | Salvatore Gristina |
| Salvatore Nicolosi | Bischof von Noto 1998–2007     | Mariano Crociata   |

| Personendaten    | Personendaten                                                    |
| ---------------- | ---------------------------------------------------------------- |
| NAME             | Malandrino, Giuseppe                                             |
| KURZBESCHREIBUNG | italienischer römisch-katholischer Geistlicher, Bischof von Noto |
| GEBURTSDATUM     | 21. Juli 1931                                                    |
| GEBURTSORT       | Pachino                                                          |
| STERBEDATUM      | 3. August 2025                                                   |
| STERBEORT        | Aci Sant’Antonio                                                 |